# Mr. Chu
Mr. Chu是韩国女子组合Apink推出的第五张韓文单曲，也是該組合推出的第四张迷你专辑Pink Blossom中的主打单曲。Mr. Chu于2014年3月31日由A Cube娛樂发行。该歌曲由二段横踢创作。该歌曲的音乐录影带由Digipedi执导。 Apink于2014年4月4日在KBS音乐银行中首次演唱了这首歌。Mr. Chu在告示牌 K-pop Hot 100中排名第二。 根据 Gaon的年终排行榜，这首歌是2014年韓國最畅销数字歌曲中排名第八。 
日语版的Mr. Chu是的Apink推出的第二张日语单曲，於2015年2月18日发行。